# Terry Medwin
Terry Medwin (25. září 1932, Swansea – 1. května 2024) byl velšský fotbalista, záložník.

## Fotbalová kariéra
Na klubové úrovni hrál za  Swansea Town AFC a Tottenham Hotspur FC. S Tottenhamem získal v roce 1961 anglický titul a v letech 1961 a 1962 vítězství v FA Cupu. V Poháru mistrů evropských zemí nastoupil ve 3 utkáních, v Poháru vítězů pohárů nastoupil ve 2 utkáních a ve Veletržním poháru nastoupil ve 2 utkáních. Za reprezentaci Walesu nastoupil v letech 1953-1963 ve 30 utkáních a dal 6 gólů. Byl členem velšské reprezentace na Mistrovství světa ve fotbale 1958, nastoupil ve 4 z 5 utkání a dal 1 gól.

## Ligová bilance
| Ročník                                    | Zápasy | Góly | Klub                 |
| ----------------------------------------- | ------ | ---- | -------------------- |
| Football League Second Division 1951/1952 | 10     | 2    | Swansea Town AFC     |
| Football League Second Division 1952/1953 | 39     | 17   | Swansea Town AFC     |
| Football League Second Division 1953/1954 | 29     | 8    | Swansea Town AFC     |
| Football League Second Division 1954/1955 | 33     | 12   | Swansea Town AFC     |
| Football League Second Division 1955/1956 | 37     | 20   | Swansea Town AFC     |
| Football League First Division 1956/1957  | 37     | 14   | Tottenham Hotspur FC |
| Football League First Division 1957/1958  | 39     | 14   | Tottenham Hotspur FC |
| Football League First Division 1958/1959  | 35     | 14   | Tottenham Hotspur FC |
| Football League First Division 1959/1960  | 26     | 46   | Tottenham Hotspur FC |
| Football League First Division 1960/1961  | 14     | 5    | Tottenham Hotspur FC |
| Football League First Division 1961/1962  | 20     | 5    | Tottenham Hotspur FC |
| Football League First Division 1962/1963  | 26     | 9    | Tottenham Hotspur FC |
| CELKEM Football League First Division     | 197    | 65   |                      |